# Młynówka (dopływ Pokrzywnicy)
Młynówka – potok, lewy dopływ Pokrzywnicy o długości 15,07 km i powierzchni zlewni 62 km².
Potok płynie w województwie zachodniopomorskim, w powiecie świdwińskim i białogardzkim. Dolina Młynówki została objęta obszarem ochrony siedlisk "Dorzecze Parsęty".
Nazwę Młynówka wprowadzono w 1949 roku, zastępując poprzednią niemiecką nazwę Mühl Graben.